# تروي بروير
تروي بروير هو لاعب هوكي الجليد كندي، ولد في 17 أغسطس 1985 في فانكوفر في كندا.

## وصلات خارجية
- تروي بروير على موقع دوري الهوكي الوطني (الإنجليزية)
- تروي بروير على موقع EliteProspects.com (الإنجليزية)
- تروي بروير على موقع Eurohockey.com (الإنجليزية)
- تروي بروير على موقع HockeyDB.com (الإنجليزية)
- تروي بروير على موقع Hockey-Reference.com (الإنجليزية)